# Urbi et Orbi
Urbi et Orbi — буквально, «Місту (Риму) та світу» — в минулому, за часів Римської імперії, це був стандартний вислів з якого починали оголошення Сенату. Зараз це назва документа католицької церкви, який адресований місту Риму і всьому католицькому світу.
Urbi et Orbi — святкове благословення та послання Папи римського віруючим. Папа оголошує його щороку в Соборі Святого Петра у Великий Четвер, на Різдво та Пасху і в день святих апостолів Петра і Павла; в Соборі Святого Іоанна Латеранського на свято Вознесіння Господнього; в базилиці Санта-Марія-Маджоре на свято Успіння Богородиці, а також під час церемонії власної інтронізації, при оголошенні ювілейного року і для благословення паломників.

## Текст благословеннялатинською мовою
Sancti Apostoli Petrus et Paulus, de quorum potestate et auctoritate confidimus, ipsi intercedant pro nobis ad Dominum.
Amen.
Precibus et meritis beatæ Mariae semper Virginis, beati Michaelis Archangeli, beati Ioannis Baptistæ et sanctorum Apostolorum Petri et Pauli et omnium Sanctorum misereatur vestri omnipotens Deus et dimissis omnibus peccatis vestris, perducat vos Iesus Christus ad vitam æternam.
Amen.
Indulgentiam, absolutionem et remissionem omnium peccatorum vestrorum, spatium verae et fructuosae penitentiæ, cor semper penitens et emendationem vitae, gratiam et consultationem sancti Spiritus et finalem perseverantiam in bonis operibus, tribuat vobis omnipotens et misericors Dominus.
Amen.
Et benedictio Dei omnipotentis: Patris et Filii et Spiritus sancti descendat super vos et maneat semper.
Amen.

## Актуальні тексти послань Папи РимськогоБенедикта XVI

### 2010
Великоднє Urbi et Orbi 2011 

Різдвяне Urbi et Orbi 2010

### 2011
Великоднє Urbi et Orbi 2011

Різдвяне Urbi et Orbi 2011

### 2012
Великоднє Urbi et Orbi 2012

Різдвяне Urbi et Orbi 2012